# Kunzeana salicis
Kunzeana salicis är en insektsart som först beskrevs av Beamer 1943.  Kunzeana salicis ingår i släktet Kunzeana och familjen dvärgstritar.
Artens utbredningsområde är Arizona. Inga underarter finns listade i Catalogue of Life.